# Augusto Chaves Batista
Augusto Chaves Batista (1916 - 1967) fue un micólogo brasileño.
Publicó más de 600 trabajos de investigación, ya sean solos o en colaboración con otros. En el momento de su muerte a la edad de 51 años, Batista era el director del Instituto de Micologia de la Universidad Federal de Pernambuco.

## Honores

### Epónimos
Varios taxones han sido nombrados en su honor, incluyendo Batistia, publicado por Raffaele Ciferri, colaborador frecuente.

- Antennulariella batistae
- Batistaella
- Batistamnus
- Batistia
- Batistiaceae
- Batistina
- Batistinula
- Batistopsora
- Batistospora
- Candida batistae
- Capnobatista
- Capnodium batistae
- Catenulaster batistae
- Collybia batistae
- Cyclotheca batistae
- Enterographa batistae
- Russula batistae

- La abreviatura «Bat.» se emplea para indicar a Augusto Chaves Batista como autoridad en la descripción y clasificación científica de los vegetales.[3]